# 大陸銀行
大陆银行是中华民国大陸时期的一家银行，总部先在天津后迁上海，是北四行之一。

## 历史
1919年4月，中国银行经理谈荔孙在天津开办大陆银行。由谈丹崖挚友王清泉牵线，争取到曾任中华民国总统的冯国璋支持。辫子军大帅张勋、退职大总统冯国璋占、两淮盐商出资。董事会公推谈荔孙为董事长。大陆银行开业时，资本为100万元，仅收足38万元。此后到1930年的十余年间，经过4次增资，股本达到1000万元。
1919年4月，大陆银行天津分行在法租界六号路（今和平区哈尔滨道）开业。同年秋，又成立了北京分行。1920年，受国会内部派系斗争的影响，谈荔孙辞去中国银行的职务，全力经营大陆银行。1920年3月上海分行成立。1921年春季天津大陆银行新行址大楼落成。同年大陆银行在京、津、沪三分行设立保管、信托专部，开展为市民保管贵重物品、买卖股票和有价证券等业务。1922年各分行内又设立作为独立经营单位的储蓄专部。1925年，因天津与哈尔滨的埠际押汇业务日渐频繁，又设立了哈尔滨分行。天津分行鉴于河南省北部和河北省中部地区每年运天津棉花数量甚大，为了商人做押汇便利起见，设立了所管辖的石家庄和郑州支行；又在与天津业务往来较多的济南和青岛设立支行，配合天津分行开展业务。此外，大陆汉口分行也增设支行3处。
1931年，大陆与金城、中南、交通、国华5家银行共同创立太平保险公司，资本为500万元。后又有东莱银行申请加入。1932年春，傅作义出任绥远省政府主席后，拟利用大青山丰富的羊毛资源办小型毛织厂，厂房和机器设备约需20万元，但当时建设经费困难，只能拨出10万元。傅作义派秘书谈在唐来天津与谈丹崖商榷，经谈丹崖串联，从天津的中国、交通、金城、北洋保商和大陆5家银行各借得长期信贷2万元，在贷款两年后分为5年抽还本利。大陆银行还曾联合盐业、金城、中南、交通4家银行对天津电话局承放15年长期贷款，分期本利抽还。
1933年，谈荔孙病故后，人事变更，加以官僚资本的倾轧和日本侵华战争的影响，大陆银行业务逐渐收缩，以经营房地产为主要业务。抗战发生后，总经理处于1940年迁沪，1943年8月上海分行改为总行，原在天津的总行改为天津分行。      
1952年12月，与其他行庄合并改组为公私合营银行，由公私合营银行联合总管理处管理，1958年统一的公私合营银行并入中国人民银行。

## 旧址
- 天津大陆银行大楼
- 大陆银行仓库
- 大陆银行北京分行
- 大陆银行青岛分行
- 大陆银行 (上海)，位於上海市黄浦区，第二批上海市优秀历史建筑。

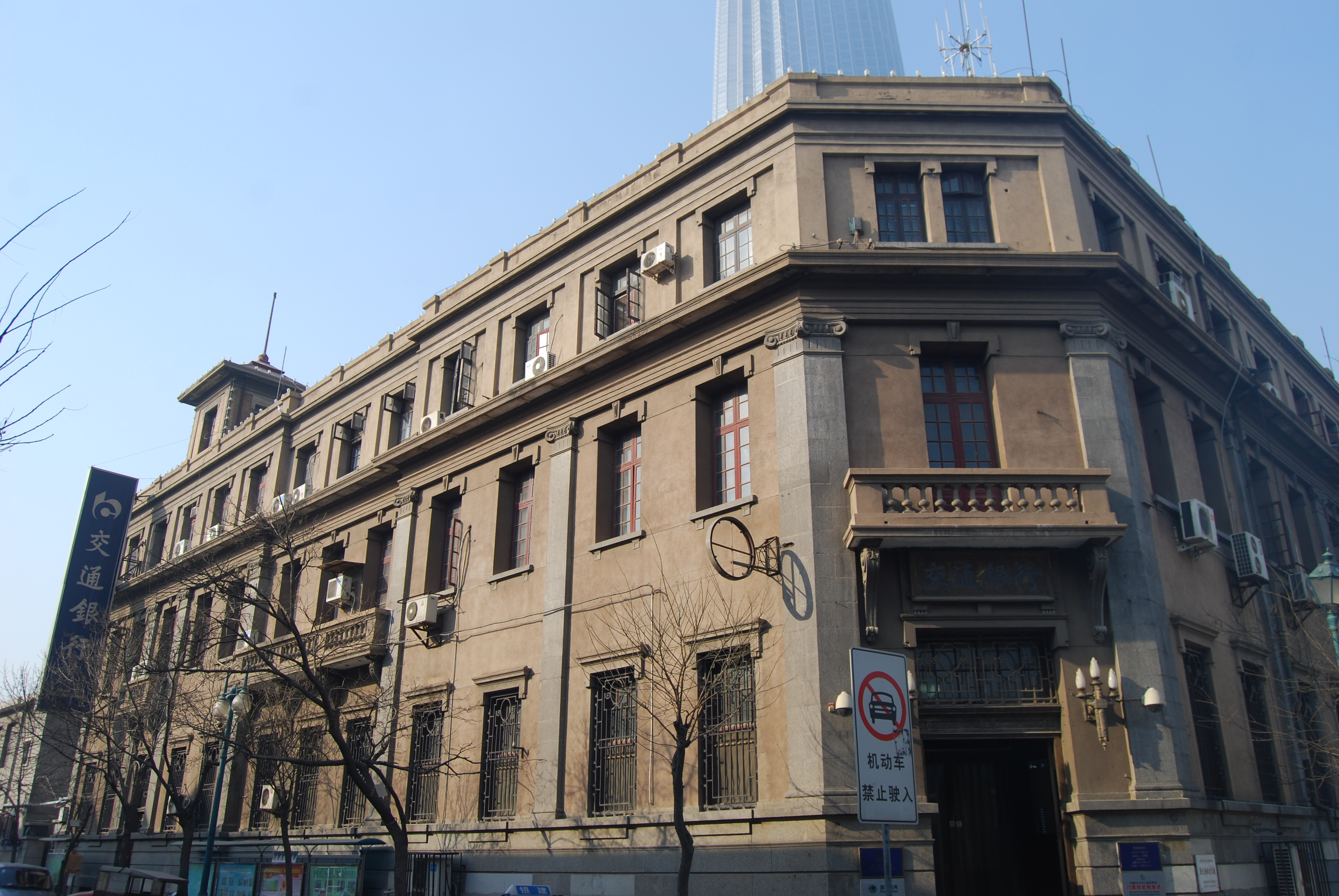
天津大陆银行大楼
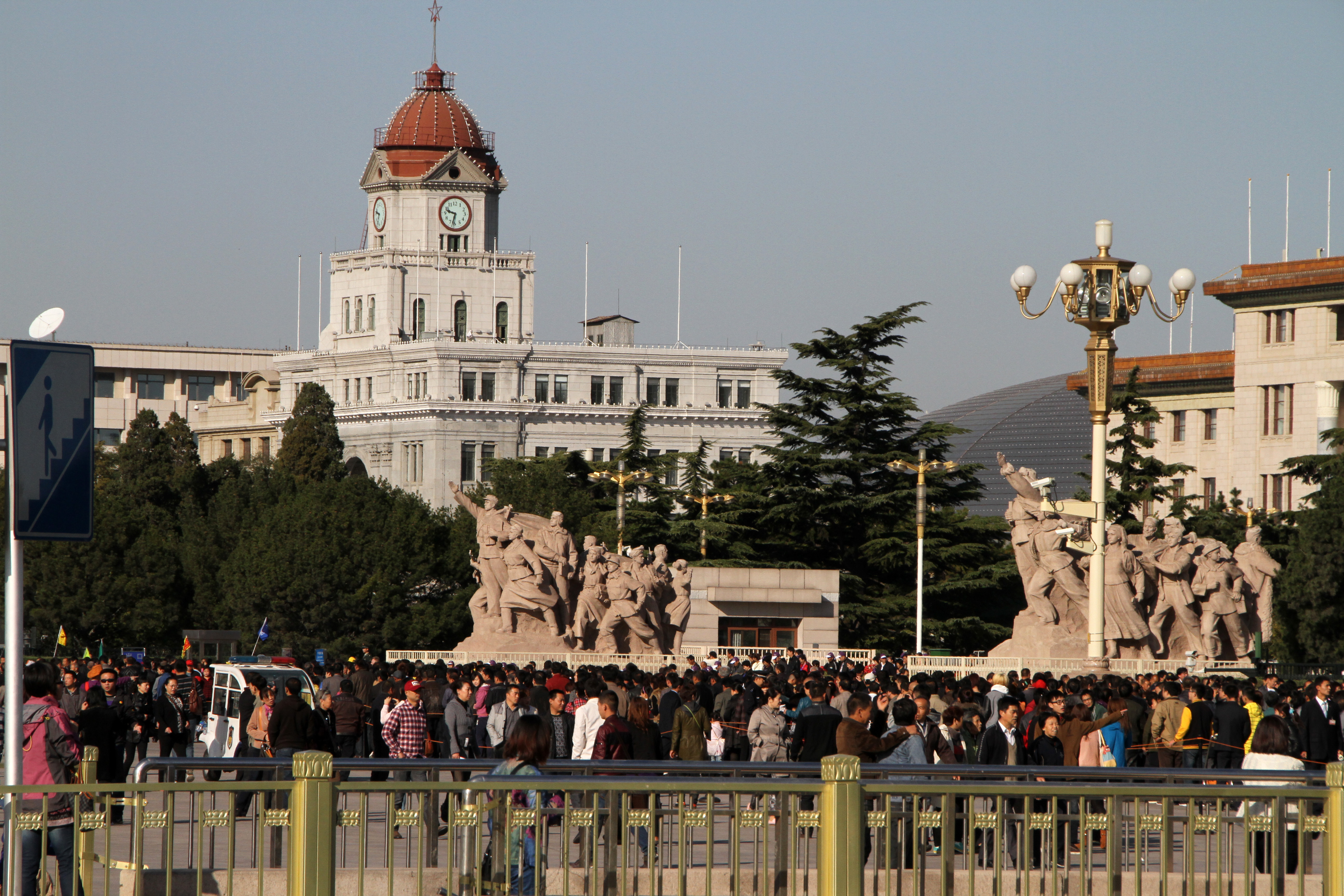
大陆银行北京分行
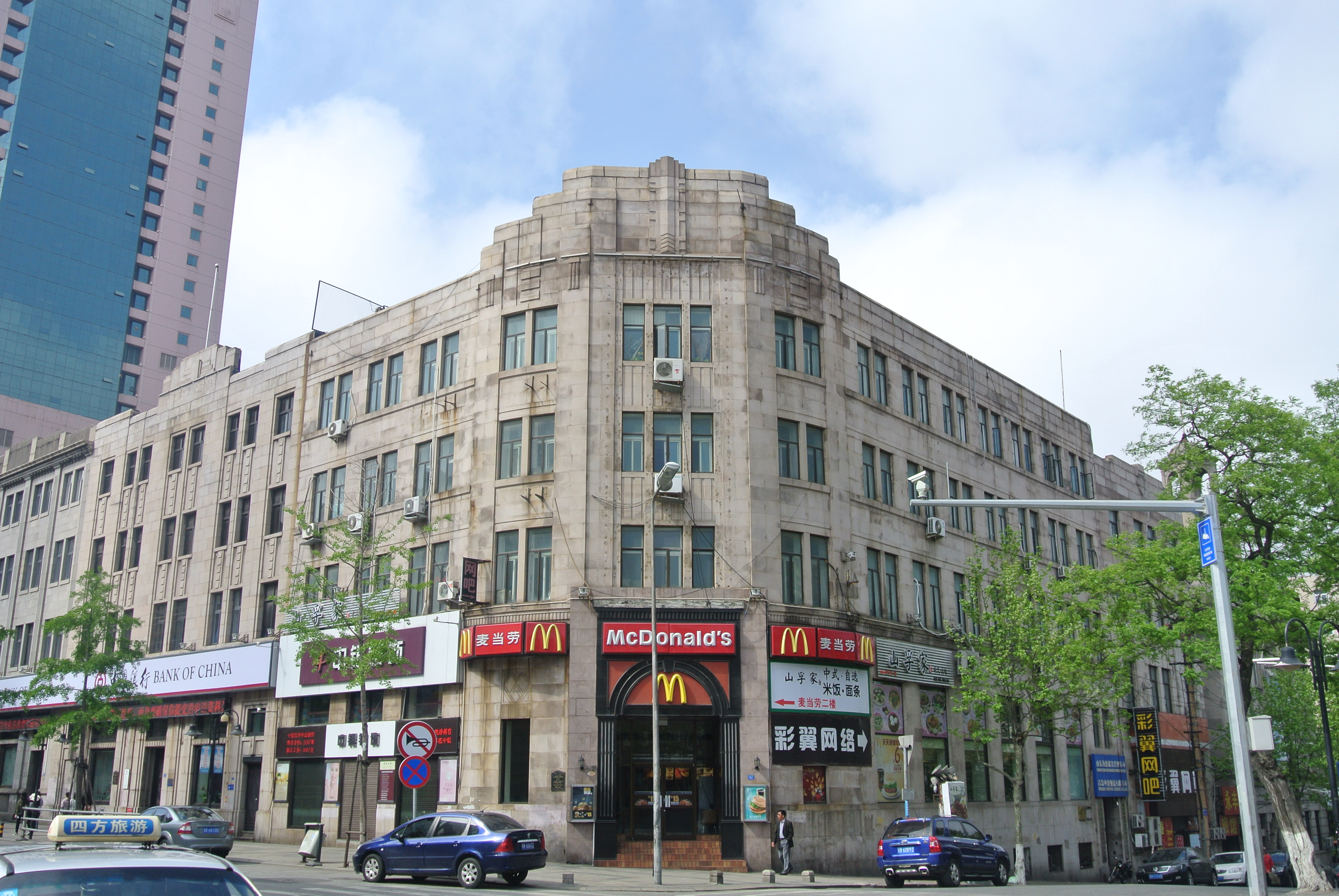
大陆银行青岛分行
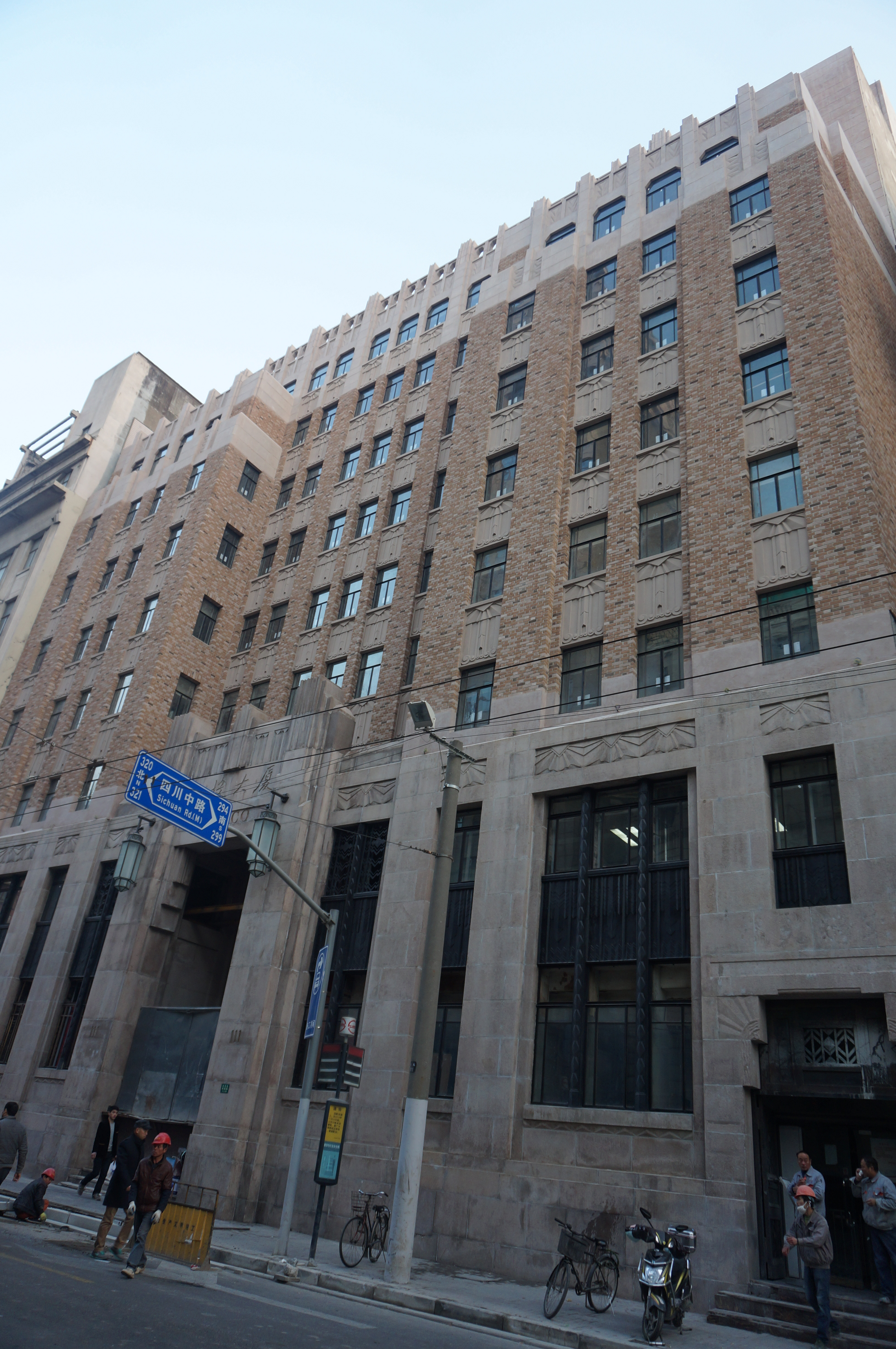
上海大陆银行